# Dutch Swing College Band
De Dutch Swing College Band is een Nederlands dixielandorkest opgericht op 5 mei 1945, de dag waarop de Tweede Wereldoorlog in Nederland tot een eind kwam. Aan de wieg van het orkest stonden Peter Schilperoort (klarinet), Frans Vink (piano), Henny Frohwein (bas) en Tonny Nüsser (drums). Als leider fungeerde Frans Vink.

## Beginjaren
Hoewel de stijl van het orkest bij de oprichting nog niet geheel vastlag, koos het orkest in 1946 voor de dixielandmuziek als de stijl waarin het verder wilde gaan. In dat jaar werd de leiding overgenomen door Peter Schilperoort en verliet pianist Frans Vink het orkest. Joop Schrier volgde hem op. Ook werd het orkest – in verband met de gekozen muzikale richting – verder uitgebreid met onder meer Kees van Dorsser (trompet), Wim Kolstee (trombone) en Arie Merkt (drums). De naam van het orkest lag in de eerste jaren overigens nog niet duidelijk vast. Vaak werd het orkest in die tijd aangeduid (ook op vroege platenlabels) als The Orchestra of the Dutch Swing College. Rond 1948 kwamen de eerste plaatopnamen op de markt en nam de populariteit van het orkest snel toe. De jaren veertig en vijftig van de twintigste eeuw waren de jaren van de heropleving van de dixieland. Dixielandmuziek was toen zeer populair, vooral bij de jeugd.

## Hoogtij-jaren

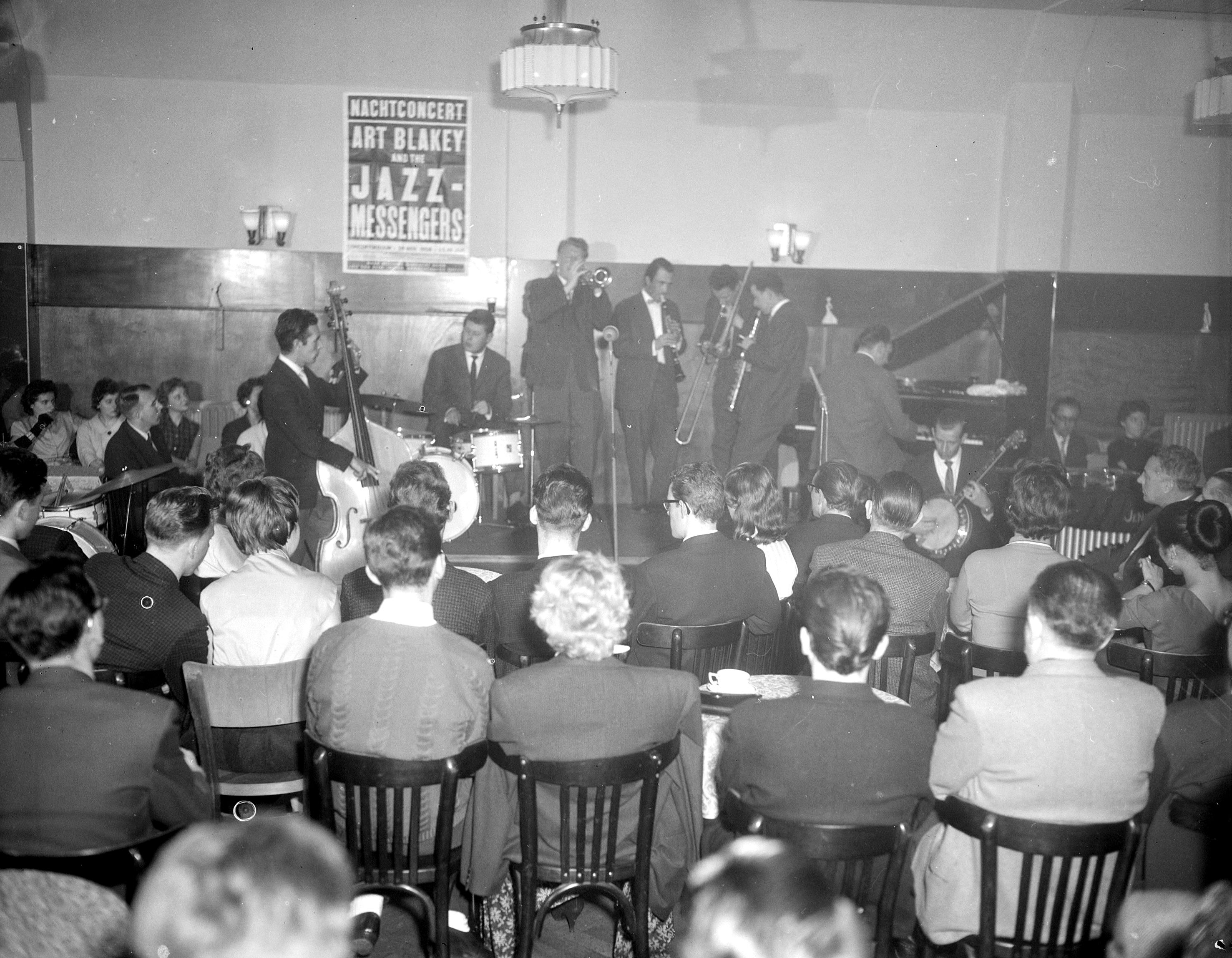
Optreden Dutch Swing College Band, 1959

Het orkest beleefde zijn grootste triomfen in de jaren vijftig van de twintigste eeuw. Het karakteristieke geluid dat het orkest eind jaren veertig en vijftig ontwikkelde, had als belangrijke kenmerken het gebruik van twee klarinetten of het gebruik van twee trompetten. Naast Peter Schilperoort trad Dim Kesber als tweede klarinettist tot het orkest toe. Wybe Buma was vanaf 1953 de trompettist. De tweede trompet werd bespeeld door wisselende orkestleden. Het orkest maakte niet alleen grammofoonplaten, maar het trad ook regelmatig (in de jaren vijftig wekelijks) op voor de radio. Ook buiten de grenzen trok het orkest toen de aandacht. Beroemde buitenlandse musici die met de Dutch Swing College Band speelden, waren onder meer sopraansaxofonist Sidney Bechet (die de later bekend geworden Dutch Swing College Blues voor het orkest schreef) en zangeres Neva Raphaello, die niet meer weg te denken was als vaste gast van het orkest na het grote succes van de plaatopname van Doctor Jazz.
De bezetting van het orkest was in de vroege jaren vijftig nog niet gestabiliseerd. Inmiddels werd de bas bespeeld door Bob van Oven en speelde Arie Ligthart banjo en gitaar. De perfectionist Peter Schilperoort bleef de leider van het orkest.
Uit de jaren vijftig dateren de grote successen als Doctor Jazz, When the Saints Go Marching In (op beide zijden van een 78 toerenplaat in twee delen opgenomen), King Porter Stomp (met Sidney Bechet), Dutch Swing College Blues (ook met en geschreven door Sidney Bechet), Cake Walking Babies Back Home, Mon Homme en het nummer dat vrijwel vanaf het begin de herkenningsmelodie van het orkest was: Way Down Yonder in New Orleans.
In 1955 verliet Schilperoort het orkest om te gaan werken als ingenieur bij Fokker. De leiding werd toen overgenomen door pianist Joop Schrier. Als nieuwe klarinettist kwam Jan Morks toen bij het orkest. Het afscheid van oprichter Schilperoort werd gevierd met een groot concert in het Kurhaus in Scheveningen. De grammofoonplaat ervan zou een verzamelobject worden. In 1959 trad trombonist Dick Kaart toe.

## Overgang naar beroepsorkest

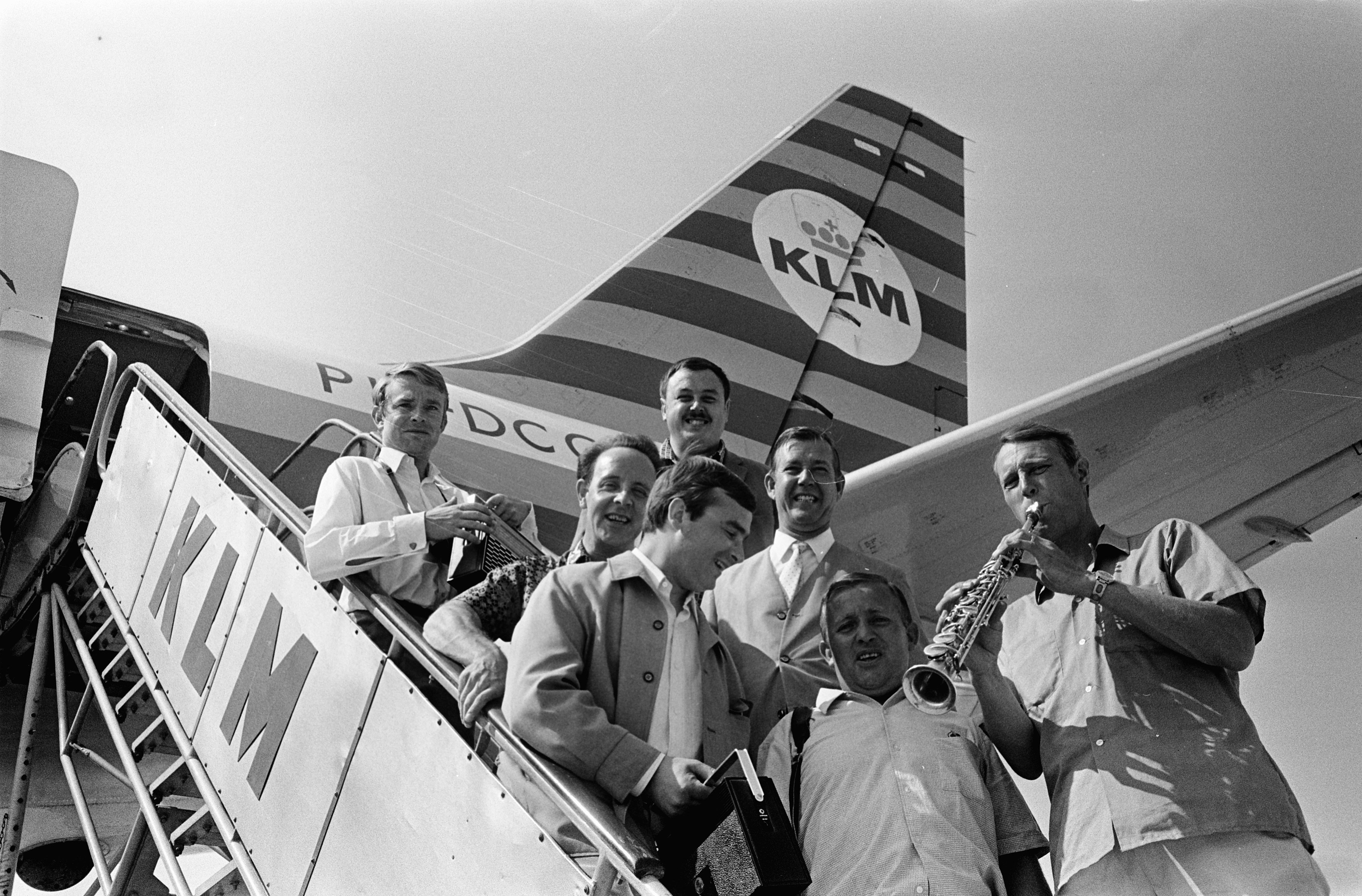
Dutch Swing College Band (1969)

In het begin van de jaren zestig nam de belangstelling voor de dixielandmuziek af. Het orkest besloot daarom een wat breder repertoire te gaan spelen, maar het accent lag nog steeds duidelijk op dixieland. Het orkest werd in 1960 tegelijkertijd een beroepsorkest. Tot dan was het altijd een amateurorkest geweest, waarvan de leden allemaal een normale werkkring hadden. Toen het orkest de keuze had gemaakt een beroepsorkest te worden, keerde Schilperoort weer bij "zijn" orkest terug. Joop Schrier, Dim Kesber, Wybe Buma en Wim Kolstee verlieten het orkest toen.
Ook in de periode als beroepsorkest had de Dutch Swing College Band succes. Het orkest maakte in die jaren veel tournees door het (verre) buitenland. Hoewel de belangstelling voor dixielandmuziek afgenomen was, wist het orkest niettemin altijd een vast publiek te trekken. Het karakteristieke geluid van het orkest bleef grotendeels behouden. Alleen de piano was uit het orkest verdwenen. Na anderhalf jaar verlieten klarinettist Jan Morks en drummer Martien Beenen het orkest, voornamelijk omdat de karakters van Schilperoort en Morks te veel botsten.

## Latere jaren
In 1990 overleed medeoprichter Peter Schilperoort. Hij had het orkest toen in totaal bijna veertig jaar geleid (van 1946 tot 1990, met een onderbreking tussen 1955 en 1960). Klarinettist Bob Kaper, die al vanaf 1969 in de band speelde, nam de leiding over en ging verder met de band die Schilperoort achterliet. De bezetting veranderde met een zekere regelmaat, zoals dat in het verleden ook was gebeurd. De inbreng van de diverse musici bracht met zich mee dat er met vernieuwende muzikale elementen werd geëxperimenteerd. Om de verjonging van de band te markeren, liet Bob Kaper de traditionele teugels wat vieren.
In 2000 stelde hij echter een geheel nieuwe band samen, die inmiddels is uitgegroeid tot de oorspronkelijke achtmansbezetting zoals die in de jaren vijftig excelleerde, en keerde hij qua stijl terug naar de beginjaren. Het werd geen kopie van de band uit de twintigste eeuw, maar het kenmerkende geluid was terug.
The Dutch Swing College Band is het langst bestaande professionele traditionele jazzorkest ter wereld met een grote schare trouwe volgelingen sinds 1945.
Op 22 mei 2020 werd in een persbericht aangekondigd dat Bob Kaper het besluit genomen heeft met pensioen te gaan, na sinds 1966 aan de band verbonden te zijn geweest.

## Leden
Hieronder volgt een (onvolledig) overzicht van (oud)leden van de DSCB:
- Peter Schilperoort, bandleider, klarinettist en saxofonist vanaf 1945 (oprichting)
- Frans Vink, pianist vanaf 1945 (oprichting)
- Henny Frohwein, contrabassist vanaf 1945 (oprichting)
- Tonny Nüsser, drummer vanaf 1945 (oprichting)
- Wout Steenhuis, gitarist van 1946-1947
- Dim Kesber, saxofonist en klarinettist van 1946-1960
- Jan Morks, klarinettist van 1955-1961
- Nelson Williams, gasttrompettist
- Chris Smildiger, bassist, pianist, klarinettist en gitarist
- Dick Kaart, trombonist van 1959-1984
- Peter Ypma, drummer in de jaren 1960
- Jaap van Kempen, gitarist, banjoïst 1974-1980
- Johnny Meijer, gastartiest in 1974 (elpee-opname)
- Fred Pruim (Fred McMurray), pianist van 1979 - 1999
- Silvia Droste, zangeres en saxofoniste in de jaren 1980
- Bert Boeren, trombonist
- Lils Mackintosh, gastzangeres
- Huub Janssen, drummer 1967-1990
- Henk Bosch van Drakestein, bassist vanaf 1970
- Klaas Wit, trompet,1995-2000

## Trivia
- De Dutch Swing College Band speelt een prominente rol in een boek uit de Bob Evers-serie, getiteld Stampij om een schuiftrompet, verschenen in 1959.
- Veel leden van de Dutch Swing College Band uit de begintijd waren student (Schilperoort studeerde van 1941 tot 1943 aan de TH Delft). De overeenkomst tussen de afkorting DSC van de band en het Delftsch Studenten Corps zou echter op toeval berusten.[2]

## Discografie

### Albums
- HOT! (opnamen van 1951-1956)
- Dutch Swing College Band (25cm-lp met 8 nummers, 1953)
- Dixieland Goes Dutch (1955)
- Dutch Swing College Band with Nelson Williams (1957)
- Swing College At Home (1958)
- Jazz at the Concertgebouw Amsterdam (met Neva Raphaello, 1958)
- Swinging Studio Sessions (1959)
- The Band's Best (1959, 1960)
- 12 Jazz Classics (1961)
- Party Favourites (mei en juni 1961)
- At the Jazz Band Ball (1961)
- Dixie Gone Dutch (1962)
- D.S.C. at the European Jazz Festival (Comblain-la-Tour Belgium 1962)
- The Dutch Swing College at the "Sport Palast" Berlin (1962)
- The Dutch Swing College Band Meets Teddy Wilson (1972)
- Dutch Swing College Band Goes Latin (1964)
- 20 Years DSC ("Live" at the Sportpalast Berlin) (1965)
- Live Party (maart 1965)
- Reunion jazz band (september 1966)
- Rita Reys and the Dutch Swing College Band (1967/1968)
- Live recorded at Kurhaus Scheveningen – 25th Anniversary Concert (1970)
- The Dutch Swing College Band Meets Joe Venuti (1971)
- Johnny goes dixie (met Johnny Meijer, 1974)
- DSC "Live" (1974)
- The Dutch Swing College Band and Bud Freeman (1975)
- The Dutch Swing College Band (1976)
- The Dutch Swing College Hit Collection (1977)
- "Still Blowing Strong" 34 Years (1978)
- The Dutch Swing College Band Jubilee Concert (mei 1980)
- Digital Dixie (1981)
- Digital Anniversary (1985)
- The Swing Code (2005)
- Swing that Music (2006)
- A Happy Dixie Christmas (2007)
- When You're Smiling (2007)
- My Inspiration (2010)
- Jubilee Concert (2011)
- "The Music Goes Round and Round - featuring Margriet Sjoerdsma" (2014)
- "LIVE!" (2015)
- 75 (2020)

## Hitnoteringen

### Albums
| Album met eventuele hitnotering(en) in de Nederlandse Album Top 100 | Datum van verschijnen | Datum van binnenkomst | Hoogste positie | Aantal weken | Opmerkingen |
| ------------------------------------------------------------------- | --------------------- | --------------------- | --------------- | ------------ | ----------- |
| The band's best                                                     | 1978                  | 07-01-1978            | 17              | 11           |             |
| Jubilee concert live recording The Hague Holland May 30, 1980       | 1980                  | 27-09-1980            | 23              | 5            |             |
| A "live" and kicking                                                | 1989                  | 04-03-1989            | 78              | 5            |             |
| Jubileum special                                                    | 1995                  | 13-05-1995            | 72              | 6            |             |

### Singles
| Single met eventuele hitnotering(en) in de Nederlandse Top 40 | Datum van verschijnen | Datum van binnenkomst | Hoogste positie | Aantal weken | Opmerkingen                |
| ------------------------------------------------------------- | --------------------- | --------------------- | --------------- | ------------ | -------------------------- |
| Marina                                                        | 1959                  | -                     |                 |              | Nr. 1 in de Single Top 100 |
| Milord                                                        | 1960                  | -                     |                 |              | Nr. 9 in de Single Top 100 |
| Letkis jenka                                                  | 1965                  | 16-01-1965            | 1(8wk)          | 21           |                            |